# Vector Unit
Vector Unit est un développeur de jeux vidéo fondé en décembre 2007 par Ralf Knoesel et Matt Small. La société est surtout connue pour son titre Hydro Thunder Hurricane, sorti sur la Xbox 360 via Xbox Live Arcade en 2010. 

## Histoire
Vector Unit a été fondé en décembre 2007 par Ralf Knoesel et Matt Small. Les deux hommes ont d'abord travaillé ensemble sur Blood Wake aux Stormfront Studios. Après Blood Wake, Small a pris un emploi chez EA Redwood Shores. Knoesel et Small sont restés en contact, et ont commencé un petit projet parallèle. Un soir, Small a reçu un message de Knoesel qui disait : « Alors j'ai eu ces pensées... à propos de quitter et de faire le truc des petits jeux ». Les deux ont décidé de quitter leur emploi et de commencer leur studio. Vector Unit a été incorporé le 28 janvier 2008.
Bien qu'officiellement la société ne compte que deux employés, une équipe de cinq contractants a été engagée pour terminer leur premier titre, Hydro Thunder Hurricane. Le directeur créatif Matt Small a été interviewé sur les difficultés de la création d'une nouvelle société par Gamasutra en avril 2010. Small a noté qu'avec une petite équipe, les membres doivent assumer de multiples rôles. « Vous avez la possibilité de choisir au moins 80 % du temps les chapeaux que vous portez, et puis parfois vous finissez par être forcé de porter un chapeau particulier ».

## Technologie
Vector Unit utilise un moteur propriétaire appelé Vector Engine pour développer ses jeux. Le moteur permet de "cuire" les ressources en temps réel ; lorsque les ressources sont utilisées pour la première fois dans le jeu, elles sont optimisées pour cette plate-forme particulière. Le scripting visuel est utilisé pour permettre aux éditeurs d'écrire des événements scriptés sans avoir à comprendre le code dans son ensemble. Le FMOD est utilisé pour l'audio et Bullet Physics Library gère toute la physique du jeu. Les modèles 3D sont créés dans Maya et les artistes peuvent voir à quoi ressemblerait le contenu dans le jeu grâce à un plugin. La construction des niveaux et le placement des accessoires sont effectués dans BarracudaEditor, l'outil de conception de niveaux de l'équipe. Pendant le développement d'Hydro Thunder Hurricane, Vector Unit a maintenu une version PC du jeu, ce qui a permis aux artistes et aux autres membres de l'équipe de tester leurs ressources dans le jeu sans avoir à passer à un kit de débogage Xbox 360. 

## Jeux développés
| Année de la première diffusion | Titre                                  | Plateformes                                                               |
| ------------------------------ | -------------------------------------- | ------------------------------------------------------------------------- |
| 2010                           | Hydro Thunder Hurricane                | Xbox 360 via Xbox Live Arcade, Microsoft Windows                          |
| 2011                           | Riptide GP                             | Android, iOS, BlackBerry 10, Windows Phone                                |
| 2012                           | Shine Runner                           | Android, iOS, BlackBerry 10, Windows Phone                                |
| 2012                           | Beach Buggy Blitz                      | Android, iOS, BlackBerry 10                                               |
| 2013                           | Riptide GP 2                           | Android, iOS, BlackBerry 10, Xbox One, PlayStation 4, Windows Phone       |
| 2014                           | Beach Buggy Racing                     | Android, iOS, Xbox One, PlayStation 4, Windows Phone, Nintendo Switch     |
| 2016                           | Riptide GP: Renegade                   | Android, iOS, Xbox One, PlayStation 4, Microsoft Windows, Nintendo Switch |
| 2017                           | MouseBot                               | Android, iOS                                                              |
| 2018                           | Beach Buggy Racing 2                   | Android, iOS, Tesla, Microsoft Windows                                    |
| 2021                           | Beach Buggy Racing 2: Island Adventure | PlayStation 4, Xbox One, Nintendo Switch, Microsoft Windows               |

## Travaux supplémentaires
| Année de la première diffusion | Titre                                 | Plateformes                                                 |
| ------------------------------ | ------------------------------------- | ----------------------------------------------------------- |
| 2018                           | Nickelodeon Kart Racers               | PlayStation 4, Xbox One, Nintendo Switch                    |
| 2020                           | Nickelodeon Kart Racers 2: Grand Prix | PlayStation 4, Xbox One, Nintendo Switch, Microsoft Windows |